# Rigoberte M'Bah
Rigoberte Mbah est une footballeuse internationale camerounaise, née le 24 août 1984 au Cameroun.

## Biographie
Elle évolue au poste de défenseure au FC Metz en Division 1.
Ses sélections en Équipe Nationale du Cameroun vont de 2003 à 2007 où elle évoluait ainsi qu'en clubs, au poste de Milieu offensif. 
En 2004, elle est vice-championne d'Afrique CAN avec les Lionnes indomptables.
Le 7 avril 2012, elle est l'objet d'une double page dans l'Équipe Magazine, où elle explique son parcours et explique que le club lui a fait signer un contrat fédéral valant contrat de travail. La joueuse a donc déposé un nouveau recours.
Pendant son séjour, elle explique avoir vécu dans des conditions de misère inadmissibles pour une joueuse de haut niveau (pourtant invitée afin de continuer sa carrière sur le territoire). Pire, à l'été 2009, elle est livrée à la police par l'un des dirigeants de son club.